# 争取人民自治武装核心
争取人民自治武装核心（法语：Noyaux armés pour l'autonomie populaire，缩写为NAPAP）是法国历史上的一个毛派武装组织，形成于1976年12月，据警方介绍，该组织涉嫌领导人是Christian Harbulot。 该组织的成员影响了比利时的共产主义战斗细胞。